# Indétermination de la traduction
 (juin 2022).
Si vous disposez d'ouvrages ou d'articles de référence ou si vous connaissez des sites web de qualité traitant du thème abordé ici, merci de compléter l'article en donnant les références utiles à sa vérifiabilité et en les liant à la section « Notes et références ».
L' indétermination de la traduction est une thèse proposée par le philosophe analytique Willard Van Orman Quine. 
La formulation classique de cette thèse se trouve dans son livre de 1960 Le mot et la chose, qui réunit et affine une partie importante des travaux antérieurs de Quine sur les questions en dehors de la logique formelle et de la théorie des ensembles, pour lesquelles Quine était surtout connu. La théorie de l'indétermination de la traduction est développée plus avant dans Ontological Relativity and Other Essays (1968).

## Développement
Quine examine les méthodes dont dispose un linguiste qui tente de traduire une langue jusqu'alors inconnue. Au cours de son travail, le linguiste remarque qu'il y a toujours différentes façons de segmenter une phrase en mots, et différentes façons de répartir les fonctions entre les mots. Toute hypothèse de traduction ne peut être défendue que sur la base des données contextuelles dans lesquelles le mot ou la phrase est prononcé par le locuteur natif. Mais la même indétermination y apparaît : toute hypothèse peut être défendue si on adopte des hypothèses compensatoires suffisantes sur d'autres parties de la langue. Ainsi, deux linguistes travaillant simultanément peuvent élaborer des manuels de traduction qui sont également compatibles avec les données empiriques disponibles mais radicalement différents l'un de l'autre.
Quine analyse l'exemple du mot gavagai, prononcé par un locuteur natif lorsqu'il voit un lapin. Le linguiste pourrait faire ce qui semble naturel et le traduire par lapin. Mais d'autres traductions seraient également compatibles avec les preuves dont il dispose : nourriture, allons chasser, il y aura un orage ce soir (les indigènes pourraient être superstitieux), stade temporaire du lapin, la lapinité, partie non séparable du lapin , etc. (cette thèse est à son tour connue sous le nom d'indétermination ou impénétrabilité de référence). Certaines de ces hypothèses peuvent devenir plus improbables - c'est-à-dire plus difficiles à défendre - à la lumière des observations ultérieures. D'autres pourraient être écartées en consultant les autochtones : les réponses affirmatives à la question « Est-ce le même gavagai que le précédent » excluraient « l'étape temporelle du lapin », etc. Mais ces questions ne peuvent être posées qu'une fois que le linguiste a maîtrisé une grande partie de la grammaire et du vocabulaire abstraits natifs, ce qui ne peut se faire que sur la base d'hypothèses dérivées de fragments de langage plus simples et observables. Déjà ces phrases sur lesquelles la question est construite admettent en elles-mêmes de multiples interprétations, comme suit de ce qui a été dit plus haut.
L'indétermination de la traduction s'applique également à l'interprétation faite par les locuteurs de leur propre langue (deux locuteurs communiquant dans la même langue avec les mêmes mots et les mêmes comportements pourraient signifier des choses radicalement différentes), et même aux propos passés du même locuteur. Selon Quine, cela ne conduirait pas à un scepticisme absolu sur le sens - si le sens est compris comme étant inconnaissable, ou si les mots sont dénués de sens. En fait, lorsque ces conclusions sont combinées avec des prémisses plus ou moins comportementales selon lesquelles tout ce qui peut être appris sur le sens des propos d'un locuteur peut l'être par son comportement, l'indétermination de la traduction peut être considérée comme suggérant qu'il n'existe pas d'entités telles que des significations ; en ce sens, il est noté (ou directement affirmé) que la notion de synonymie n'a pas de définition opérationnelle. Mais dire qu'il n'y a pas de sens'4 aussi bien compris ne signifie pas que les mots sont dénués de sens.
Quine nie l'existence d'une norme absolue pour le bien et le mal dans la traduction d'une langue à l'autre ; il adopte plutôt une perspective pragmatique de la traduction, impliquant qu'une traduction peut être cohérente avec les preuves comportementales. Et si Quine admet l'existence de normes permettant de distinguer les bonnes des mauvaises traductions, ces normes sont périphériques à sa préoccupation philosophique concernant l'acte de traduire, en fonction de questions pragmatiques telles que la rapidité de la traduction, et la lucidité et la concision des résultats. Le point essentiel est que plus d'une traduction satisfait toujours à ces critères, et donc qu'aucune signification unique ne peut être attribuée aux mots et aux phrases. Quine définit sa position comme un comportementisme[pas clair] sémantique. Pour le philosophe, les preuves disponibles pour la traduction sont donc constituées par les comportements observables du locuteur et une certaine gamme de stimuli de base associés. Le critère restant pour justifier la communication humaine est l'interaction fluide, verbale ou non verbale, entre ou dans deux langues : « Le succès de la communication est évalué par la fluidité de la conversation, par la prévisibilité fréquente des réactions verbales et non verbales, et par la cohérence et la plausibilité des témoignages autochtones ».
Comme on peut le déduire de la thèse de l'indétermination de la référence, ces idées ont des conséquences pour l'ontologie : « dans tous les cas, nous essayons de trouver les expressions de notre langage que nous utiliserions dans ces contextes. Cela se produit parce que notre observation de l'environnement est déjà déterminée par notre langue, de sorte que lorsque nous essayons d'examiner la référence des termes d'une autre langue, ce que nous essayons est d'interpréter son ontologie en fonction de la nôtre » (1969). 
Dans Le mot et la chose, Quine dit qu'il y a un air de familiarité entre sa thèse et les thèses de Wittgenstein sur les règles du sens et du langage privé (que l'on retrouve dans ses recherches philosophiques). Bien que sans développer les points de contact, Quine le mentionne pour suggérer que ceux qui ont compris les implications des thèses de Wittgenstein ne trouveront pas leurs propres idées paradoxales.

## Article  connexe
- Le Dialecte de la tribu